# Rubus glanduliger
Rubus glanduliger är en rosväxtart som beskrevs av William Charles Richard Watson. Rubus glanduliger ingår i släktet rubusar, och familjen rosväxter. Inga underarter finns listade i Catalogue of Life.